# Da Ming Hunyi Tu
El Da Ming Hunyi Tu (en español, «Mapa compuesto del Imperio Ming») es un extenso mapa chino. Estaba pintado en color sobre seda rígida y tenía un tamaño de 386x456 cm. El texto original estaba escrito en chino clásico, pero en la copia superviviente se superpusieron más tarde etiquetas manchúes. La copia superviviente del mapa muestra revisiones posteriores, y no se sabe si es (o cuán cerca coincide) con el original.
Es uno de los mapas más antiguos que se conservan del este de Asia, aunque se desconoce la fecha exacta de creación. Representa a Eurasia, colocando a China en el centro y extendiéndose hacia el norte hasta Mongolia, hacia el sur hasta Java, hacia el este hasta el centro de Japón y hacia el oeste hasta Europa (incluida la costa de África Oriental como una isla).

## Historia
El mapa se creó en algún momento durante la dinastía Ming y se entregó a los nuevos gobernantes de China, los manchúes.
Los topónimos de China en el mapa reflejan la situación política en 1389, o el año 22 del reinado del emperador Hongwu. Así, algunos eruditos chinos concluyeron que efectivamente fue creado en 1389 o poco después. Otros mantienen una actitud cautelosa, lo que sugiere que lo que se creó en 1389 es probablemente un mapa de origen del Da Ming Hunyi Tu y que este data de mucho más tarde.
En cualquier caso, es seguro que la dinastía Ming creó un mapa alrededor de 1389. El erudito japonés Miya Noriko especuló sobre la motivación detrás de esto: aunque el emperador Hongwu, primero de la dinastía Ming, expulsó a la dinastía Yuan de los mongoles de China en 1368, los mongoles mantuvieron un poder militar que representaba una amenaza real para la nueva dinastía. La situación cambió en 1388 cuando Uskal Kan de Yuan del Norte fue asesinado y se terminó la línea de sucesión Khubilaid. La dinastía Ming pudo haber celebrado este evento histórico creando un nuevo mapa.
Ha sido históricamente conservado en el Palacio Imperial y en algunos catálogos se le llamó Qingzi Qian Yitong Tu (清字簽一統圖; «Mapa unificado etiquetado con texto manchú»). Actualmente se guarda en un almacenamiento protector en el Primer Archivo Histórico de China, en Pekín. Se realizó una réplica digital de tamaño completo para el gobierno de Sudáfrica en 2002.

## Relación con otros mapas
Los mapas habían desempeñado durante siglos un papel importante en el gobierno de un país tan vasto, y los ejemplos sobrevivientes en piedra que datan del año 1137 pero basados en estudios mucho anteriores, muestran una gran precisión, utilizando un sistema de cuadrícula. Para entonces, los chinos también habían desarrollado la brújula magnética, y en el siglo XIII, las versiones occidentales de ese dispositivo permitieron que la cartografía europea se pusiera al día con los estándares chinos de precisión.
En los primeros años del siglo XIV, cuando la dominación de los mongoles sobre gran parte de Eurasia creó condiciones favorables para la comunicación entre oriente y occidente, los mapas islámicos de Europa y África habían llegado a China, alentando a los cartógrafos chinos a crear mapas del mundo incorporando la nueva información.
Los eruditos consideran que el Da Ming Hunyi Tu se basó en última instancia en un mapa del mundo ahora perdido llamado Shengjiao Guangbei Tu (聲教廣被圖). Fue creado por Li Zemin durante la dinastía Yuan. Otros mapas existentes que se consideran basados en el mapa de Li son algunas copias del Kangnido (강리도, 1402) y un par de mapas llamados Dongnan Haiyi Tu (東南海夷圖) y Xinan Haiyi Tu (西南海夷圖), que están registrados en el Guang Yu Tu (廣與圖, 1555) de Luo Hongxian. Se realizan estudios comparativos de estos mapas existentes para restaurar el contenido del mapa del mundo original de Li. El Da Ming Hunyi Tu es especialmente importante porque las copias de Luo eliminaron la mayoría de los nombres de lugares, excepto las áreas costeras e islas, y porque el Kangnido fue influenciado por la cartografía coreana.
En comparación con el Kangnido, el Da Ming Hunyi Tu proporciona información más detallada sobre Mongolia y Asia Central e India. En Manchuria, la montaña Changbai, donde se estableció el mito fundacional de la familia imperial manchú Aisin-Gioro, está finamente detallada. Presenta a la India como una península mientras que, en el Kangnido, se hunde en el «continente chino». Se presume que la India fue representada como una península en el mapa de Li, pero los confucianos coreanos la redujeron debido a su política antibudista. El África y la Arabia en el Da Ming Hunyi Tu se parecen a los del Kangnido, mientras que Europa es considerablemente diferente. También es distinto del Kangnido en la representación de la fuente del río Amarillo, que se parece mucho al del Guang Yu Tu de Luo.

## Contenido
La curvatura de la Tierra afecta incluso a la escala de la sección china del mapa. Horizontalmente, funciona en aproximadamente 1:820 000; pero verticalmente es alrededor de 1:1 060 000. El uso del color es particularmente efectivo dentro de la propia China, incluyendo toques elegantes como el tinte ocre del río Amarillo.
Replica la curvatura de la Tierra mediante la compresión de las áreas más alejadas de China (lo más obvio es la compresión horizontal extrema de Europa), su tamaño reducido hace una declaración tanto geográfica como política. Fuera de China, el África subsahariana se representa en una buena aproximación de la forma correcta, con montañas cerca del extremo sur. El interior del continente es extraordinario: un río con fuentes gemelas (la representación común en los mapas clásicos e islámicos del Nilo) comienza en el sur del continente, pero ingresa al mar Rojo, mientras que el Nilo, contrariamente a la información en los mapas fuera de china de la época (aunque de conformidad con una leyenda geográfica árabe de que «más al sur del desierto del Sahara hay un gran lago, mucho más grande que el mar Caspio») tienen su origen en un vasto mar interior. Es probable que sea basado en información vaga sobre los varios grandes lagos en la región de la actual Tanzania, obtenida durante el curso del comercio directo entre China y el sudeste de África.